# هارولد هانسن
هارولد هانسن (24 مايو 1946 بفانكوفر في كندا - ) هو لاعب كرة قدم كندي في مركز الهجوم. شارك مع منتخب كندا تحت 17 سنة لكرة القدم ومنتخب كندا لكرة القدم. أما مع النوادي، فقد لعب مع أتلانتا تشيفز.

## وصلات خارجية
- هارولد هانسن على موقع ناشيونال فوتبول تيمز (الإنجليزية)